# Festival d'Anjou
Le festival d'Anjou est un festival français annuel de théâtre de Maine-et-Loire, dans l'ouest de la France en région Pays de la Loire. Plus d'une vingtaine de pièces classiques et contemporaines y sont données au début de chaque été.
La manifestation se déroule sur plusieurs sites historiques du département, en partie en plein air, et principalement au château du Plessis-Macé, dans l'ancienne commune du Plessis-Macé à Longuenée-en-Anjou.
Créé en 1950, c'est l'un des plus anciens festivals de théâtre donné en France. Tout d'abord dénommé festival d'Angers, il est ensuite devenu le festival d'Anjou. De grands noms se sont succédé à la direction artistique, comme Albert Camus ou Jean-Claude Brialy.
Depuis 2006 un concours vise à présenter de nouveaux talents.

## Présentation
Le festival d'Anjou est axé sur le théâtre. Il propose près d'une vingtaine de représentations théâtrales en début d'été sur plusieurs sites historiques de Maine-et-Loire. Événement théâtral important dans la région, il rassemble en moyenne plus de 20 000 spectateurs,, (25 756 en 2011), ce qui le situe au second rang national des festivals de théâtre après celui d'Avignon,.
Depuis 2006, un concours des compagnies vise à présenter de nouveaux talents et à soutenir financièrement le travail de création[source secondaire souhaitée]. Plusieurs prix sont distribués : le Prix du jury professionnel à une troupe, le Prix du jury professionnel à un(e) comédien(ne), attribués par un jury de professionnels, et le Prix du jury jeunes à une troupe.
Plusieurs autres animations sont réalisées dans le cadre du festival.

## Historique
Le festival d'Angers commence avec René Rabault en 1950, ce qui en fait l'un des plus anciens festivals de théâtre de France après le festival d'Avignon créé en 1947.
Dans les années 1950 les festivals de théâtre se développent en France, pour atteindre un maximum entre 1970 et 1990. En Maine-et-Loire, c'est en 1950 que Jean Morin, alors préfet du département, a l'idée d'organiser une soirée de prestige au château de Brissac. Un spectacle monté par René Rabault est donné le 9 juin dans le parc du domaine en présence de la femme du président du Conseil, madame Georges Bidault, de plusieurs ministres, d'ambassadeurs et de hautes personnalités. On y représente sur la terrasse du château, une évocation de Roméo et Juliette,. À la suite du succès de cette soirée, une nouvelle manifestation est organisée l'année suivante au château d'Angers, avec à la fois une représentation théâtrale et un concert de musique classique.
Le festival s'installe définitivement dans le paysage culturel angevin. Marcel Herrand, comédien et metteur en scène, succède au préfet Morin en 1952, puis l'année suivante Albert Camus rejoint le festival d'art dramatique et lui donne une audience nationale,. Dans les années 1960, c'est l'un des événements majeurs de la vie culturelle angevine,.
Le festival d'Angers prend le nom de festival d'Anjou en 1975. La manifestation s'étend à d'autres arts comme la musique, la danse et les arts plastiques. Huit ans plus tard, elle reviendra exclusivement au théâtre,.
En 1985, le festival connaît un nouvel essor sous la présidence de Jean Sauvage, président du conseil général de Maine-et-Loire, qui fait appel à Jean-Claude Brialy comme directeur artistique. L'acteur et metteur en scène, très attaché à l'Anjou, assumera cette fonction jusqu'en 2001.
L'association du festival d'Anjou décide en 1993 d'étendre son action en proposant des spectacles pour enfants, un programme d'animations pour les scolaires et une tournée grand public.
En 1996 le festival reçoit 17 830 spectateurs payants, dont les deux tiers viennent du département et de la région.
Nicolas Briançon, nommé directeur artistique du festival d'Anjou l'année précédente, crée en 2005 le concours des compagnies qui vise à présenter de nouveaux talents.
L'année suivante, le festival affiche une fréquentation de 25 000 personnes. Il est alors considéré comme le deuxième évènement théâtral français.
En 2009, le festival fête sa soixantième édition. Depuis 1950, le festival d'Anjou a accueilli un demi-million de spectateurs, reçu 3 500 comédiens, employé 800 techniciens, utilisé 25 sites historiques du département de Maine-et-Loire, organisé 384 spectacles et accueilli 5 200 élèves du département lors de répétitions ou d'ateliers. Le festival a été dirigé par 12 directeurs artistiques,.
Le festival compte environ 23 000 spectateurs par an au début des années 2010,. En 2011 il accueille 25 756 personnes, et entre 23 000 et 24 000 spectateurs en 2015 ; année à partir de laquelle il se déroule sur trois semaines au lieu de quatre.

## Lieux de représentation
Le festival d'Anjou se déroule sur plusieurs scènes du département, en intérieur ou en plein air ; initialement au château de Brissac (Brissac-Quincé), au château d'Angers, puis dans plusieurs châteaux de la région comme le château de Serrant (Saint-Georges-sur-Loire), le château du Plessis-Bourré (Écuillé) et le château de Baugé.
Le château du Plessis-Macé, acquis par le Département en 1967, devient ensuite un des lieux privilégiés du festival. Ce château du Moyen Âge, remanié à la Renaissance, se trouve à une dizaine de kilomètres au nord-ouest d'Angers sur la commune de Longuenée-en-Anjou. Il est mis à disposition de l'EPCC Anjou Théâtre qui en assure la gestion et l'animation du site[source secondaire souhaitée].
Ensuite, au fil des éditions, le festival occupe également les cloîtres du Ronceray et Toussaint à Angers, le château de la Perrière à Avrillé, les arènes de Doué-la-Fontaine, le château de Sainte-Gemmes-sur-Loire,, celui de Saumur, le Grand Théâtre d'Angers, le Petit Théâtre des caves Bouvet-Ladubay à Saumur, le théâtre du Quai, le jardin de verre et le théâtre Saint-Louis de Cholet,,.
Le festival se déroulant pour partie en plein air, il arrive que certains spectacles soient annulés en raison de mauvaises conditions météorologiques. C'est le cas par exemple durant les éditions 2016 et 2018 où la représentation inaugurale est annulée,.

## Concours des compagnies
Depuis 2006 un concours vise à présenter de nouveaux talents et à apporter un soutien financier à la création[source secondaire souhaitée]. En 2013, l'édition se termine par le concours des compagnies que remporte la compagnie Orten, pour Le Cercle de Craie Caucasien de Bertolt Brecht. L'année suivante le prix du jury professionnel à une troupe est attribué à La bande du tabou, le prix du jury professionnel à un comédien est attribué à Paul Jeanson, et le prix du jury jeunes à une troupe est attribué au spectacle Mangez-le si vous voulez. Le concours des compagnies 2015 a lieu sous le regard du jury composé de Ouidad Elma, Linda Hardy, Elsa Mollien, Nicolas Ronchi et Alexis Tregarot.

## Fonctionnement

### Direction artistique
À sa création, c'est Jean Morin qui assure la direction du festival, remplacé en 1952 par Marcel Herrand, puis en 1953 par Albert Camus et Jean Marchat qui se partagent la direction artistique,. Se succèdent ensuite, Jean Marchat, Maurice Escande, Michel de Ré, Maurice Germain, Jean-Albert Cartier, Henri Ronse et Marie-Claire Valène. De 1985 à 2001, c'est Jean-Claude Brialy qui en assure la direction, rejoint en 2001 par l'acteur Francis Perrin comme codirecteur artistique du festival, et qui le dirigera en 2002 et 2003,. L'année suivante, en 2004, Nicolas Briançon prend à son tour la direction artistique,,,, jusqu'en juin 2019 qui marque sa dernière édition en tant que directeur artistique. Lui succède à partir de 2020, Jean Robert-Charrier.

### Administration
La présidence de l'organisation du festival d'Anjou est assurée à partir de novembre 2005 par le président du conseil général : Christophe Béchu de 2005 à 2015, qui succède à Jean Sauvage décédé en juillet de la même année, puis Christian Gillet de 2015 à 2020 et Ronan Pichavant en 2021. Frédéric Couturier est en 2022 le directeur général d'Anjou théâtre. La présidente est depuis 2021 Florence DABIN, présidente du département de Maine-et-Loire.
L'association gérant le festival d'Anjou est dissoute fin 2009. L'année suivante, l'organisation est reprise par l'établissement public de coopération culturelle Anjou Théâtre, qui associe le conseil départemental de Maine-et-Loire, la commune de Doué-la-Fontaine et celle du Plessis-Macé. Son siège se trouve à Angers, boulevard du Roi René.

### Finances
En 1996, son budget est de 8 575 000 franc, subventionné par le conseil général de Maine-et-Loire pour 53 %, par l'État pour 2,5 %, par le conseil régional des Pays de la Loire pour 2,5 %. Le mécénat d'entreprises représente 5 % des recettes du festival, et les entrées payantes (17 380 spectateurs) 25 %.
En 2013, le festival d'Anjou est subventionné par des acteurs institutionnels (le conseil général de Maine-et-Loire et le conseil régional des Pays de la Loire) et reçoit aussi le concours financier d'acteurs économiques (la Banque Populaire, CNP Assurances, le Crédit Agricole, la Caisse des Dépôts, etc.). Il organise des soirées partenaires pour récolter des fonds. En 2017, il reçoit ainsi 600 000 € de recettes privées en plus de 200 000 € de mécénat.
En 2015, les recettes s'élèvent à environ 500 000 €, soit le tiers du budget total.
Le festival d'Anjou est géré par un établissement public de coopération culturelle (EPCC), qui s'occupe aussi du château du Plessis-Macé et de différentes opérations autour du théâtre comme le festival Tréteaux en scène, le festival Le temps d'une Troupe, etc. L’établissement dispose en 2022 d'un budget de 3,2 millions d'euros, dont la moitié vient de fonds publics (État, Département, Région, ville d'Angers, agglomération du Choletais, du Saumurois) et l'autre moitié de fonds privés (ventes de billets, mécénat et sponsoring). Le poste le plus important est celui du budget du festival d'Anjou, environ deux millions d'euros.

## Au fil des éditions

### De 1950 à 1984
En juin 1953, deux pièces montées par Marcel Herrand sont jouées au festival : La Dévotion de la croix de Pedro Calderón de la Barca et Les Esprits de Pierre de Larivey, mises en scène par Albert Camus et Jean Marchat, sur les indications de Marcel Herrand alors malade. Il décèdera deux jours avant le début de la manifestation,.
Albert Camus, revenu à la mise en scène à l'occasion du festival de 1953, y participe à nouveau en 1957 en présentant Le Chevalier d'Olmedo de Lope de Vega, qu'il met en scène.

### De 1985 à 2003
Jean-Claude Brialy, lié à l'Anjou par des attaches personnelles, prend la direction artistique du festival en 1985. Il en fait un rendez-vous important de l'actualité théâtrale, et les plus grands noms du théâtre s'y succèdent. Le festival d'Anjou compte six spectacles en 1985, neuf deux ans plus tard, et dix en 1998[source secondaire souhaitée]. Un spectacle est entièrement produit chaque année et est donné pour la première fois durant la manifestation, comme Les Fourberies de Scapin de Molière en 1985, Les Parents terribles de Jean Cocteau en 2000, ou Le Songe d'une nuit d'été de William Shakespeare en 2010[source secondaire souhaitée].
Dans les années 1990, le festival de Bonaguil reprend une partie des pièces jouées au festival d'Anjou.
Francis Perrin rejoint Jean-Claude Brialy en 2001 à la direction artistique. La 52e édition se déroule sur près de quatre semaines du 20 juin au 15 juillet 2001, avec plus d'une vingtaine de représentations. On y voit par exemple Michel Aumont dans Un sujet de roman de Sacha Guitry, Patrick Chesnais et Fanny Cottençon dans Love de Murray Schisgal, Georges Wilson dans Une chatte sur un toit brûlant de Tennessee Williams. L'année suivante, sous la direction artistique de Francis Perrin, s'y produisent Jean Amadou, Jacques Mailhot et Pierre Douglas dans Pluralistes que nous tu meurs par le théâtre des 2 Ânes, André Dussollier dans Monstres sacrés - Sacrés monstres, François Morel dans Les habits du dimanche, Annie Girardot (Molière de la meilleure comédienne 2002) dans Madame Marguerite de Roberto Athayde, Line Renaud et Jean-Claude Brialy dans Poste restante de Noël Coward, Michel Legrand en solo, Michel Galabru dans Les affaires sont les affaires d'Octave Mirbeau, Jean Piat dans Cyrano d'hier et d'aujourd'hui d'après Edmond Rostand, Robert Hossein dans Huis Clos de Jean-Paul Sartre[source secondaire souhaitée].

### De 2004 à 2019
En 2004, l'acteur et metteur en scène de théâtre Nicolas Briançon succède à Francis Perrin à la direction artistique.

#### Édition 2006
L'édition 2006 s'ouvre au château du Plessis-Macé avec une création de La guerre de Troie n'aura pas lieu de Jean Giraudoux, dans une mise en scène de Nicolas Briançon.

#### Édition 2007
En 2007, la 58e édition du festival d'Anjou est dédiée à Jean-Claude Brialy décédé cette même année. Au programme, du 11 juin au 6 juillet, une vingtaine de spectacles :

#### Soixantième édition
La 60e édition a lieu en 2009. À cette occasion, une exposition revient sur les soixante ans du festival. Une soirée spéciale anniversaire, mise en scène par Thierry Harcourt, se déroule au château de Brissac. Durant le festival on y voit aussi La Nuit des rois de Shakespeare, L'Antichambre de Jean-Claude Brisville, Le Malade imaginaire et Les Femmes savantes de Molière, Délire à deux d'Eugène Ionesco, etc.

#### Édition 2010
L'année suivante, en 2010, le festival reçoit notamment Sara Giraudeau, Arié Elmaleh, Chloé Lambert, Henri Courseaux et Yves Pignot. Les pièces classiques sont toujours à l'honneur de la manifestation : La Traversée de Paris de Marcel Aymé, La Nuit des rois de William Shakespeare, La Dame de chez Maxim de Georges Feydeau, Colombe de Jean Anouilh, Le Préjugé vaincu de Marivaux, Je t'aime de Sacha Guitry, Le Neveu de Rameau de Denis Diderot, etc.

#### Édition 2013
Second festival français de théâtre et événement culturel majeur du Grand Ouest, la 64e édition se déroule du 11 juin au 6 juillet 2013 avec dix-huit représentations. Il accueille, entre autres, les comédiens Michel Leeb (dans Un drôle de père de Bernard Slade), Clotilde Courau (dans Piaf l'être intime, lettres indédites d'Édith Piaf à Tony), Francis Huster (dans La guerre de Troie n'aura pas lieu de Jean Giroudoux), Michel Bouquet (dans Le roi se meurt d'Eugène Ionesco), Roland Bertin (dans Volpone de Ben Jonson) et Vanessa Demouy (dans Le jeu de la vérité de Philippe Lellouche).

#### Édition 2014
L'édition 2014 est marquée par des mouvements des intermittents du spectacle,,,,. Ce 65e festival d'Anjou reçoit notamment Francis Perrin dans Molière malgré moi, Roger Dumas dans L'étudiante et Monsieur Henri d'Ivan Calbérac, Robin Renucci dans La Leçon d'Eugène Ionesco[source secondaire souhaitée].

#### Édition 2015
Pour la 66e édition, la mairie d'Angers s'associe avec le Département. La manifestation s'ouvre le 8 juin 2015 sur une comédie musicale donnée au Plessis-Macé, Paris Broadway une nouvelle création de Nicolas Briançon,. Le festival présente cette année-là une vingtaine de pièces, dont la Vénus à la fourrure de David Ives, Le Misanthrope de Molière, Voyage avec ma Tante de Graham Greene, et reçoit François Berléand (dans Deux hommes tout nus de Sébastien Thiéry), Patrick Chesnais (dans Le souper de Jean-Claude Brisville), Claude Brasseur (dans La colère du tigre de Philippe Madral), Jane Birkin et Michel Piccoli (dans Gainsbourg poète majeur, une lecture à trois voix), etc. Plusieurs autres animations sont réalisées dans le cadre du festival].

#### Édition 2016
En préambule à l'édition 2016, une rétrospective est organisée du 14 mai au 30 juin au Grand Théâtre par l'EPCC Anjou-Théâtre, en association avec la ville d'Angers et le service d'archives départementales, avec une frise chronologique et une présentation en trois espaces : Le temps des fondateurs, La vie de château sous l'ère de Jean-Claude Brialy, et Festival au 21e siècle. Le festival se déroule du 13 juin au 2 juillet avec vingt pièces classiques et contemporaines en vingt-neuf représentations, avec la participation notamment de Michel Bouquet, Michel Aumont et Alex Lutz,. À la suite de conditions météorologiques défavorables, la représentation inaugurale est annulée.

#### Édition 2017
Le festival 2017 se déroule du 12 juin au 1er juillet sur sept sites du département, avec une quarantaine se représentations théâtrales dans un répertoire assez large comme Don Quichotte d'après Miguel de Cervantès ou Le Jeu de l'amour et du hasard de Marivaux, des pièces classiques, ou des créations comme Éloquence à l'Assemblée avec Joey Starr. Le festival s'achève avec un spectacle de Bruno Salomone. Un hommage est également rendu à Jean-Claude Brialy, directeur artistique du festival de 1985 à 2001, disparu depuis dix ans. Cette 68e édition accueille près de 25 000 spectateurs,.

#### Édition 2018
La 69e édition du festival d'Anjou se déroule du 11 au 30 juin 2018 à nouveau sur plusieurs villes du département, au Plessis-Macé, Angers, Saumur, Cholet, Saumur et Fontevraud. La programmation rend hommage aux grands noms du théâtre, de la littérature et de la musique, avec Jean Benguigui et Stéphane Guillon dans Inconnu à cette adresse de Kressmann Taylor, Patrick Timsit dans Le Livre de ma mère d'Albert Cohen, Francis Huster évoquant le pianiste Vladimir Horowitz, Gérard Depardieu chantant Barbara, etc.

#### Soixante-dixième édition
Le Festival d'Anjou fête ses 70 ans en juin 2019, dernière édition pour Nicolas Briançon en tant que directeur artistique, qui présente Jacques et son maître de Milan Kundera, en ouverture du festival. Durant trois semaines, plusieurs pièces classiques et contemporaines sont présentées au public dans quatorze lieux différents du département. Jean-Louis Trintignant en est la tête d'affiche,.

### À partir de 2020
En 2020, Jean Robert-Charrier succède à Nicolas Briançon à la direction artistique, précédemment directeur du théâtre parisien La Porte Saint-Martin.

#### Édition 2020
L'édition 2020 est annulée en raison de la crise sanitaire liée à la pandémie de Covid-19.

#### Édition 2021
Le 71e Festival d'Anjou se déroule sur quatre semaines, du 8 juin au 2 juillet, avec vingt-et-une représentations au lieu de trente-cinq précédemment, et une jauge de spectateurs liée aux mesures sanitaires liées à la pandémie de Covid-19. À l'affiche : Édouard Baer, Fabrcie Luchini, Jane Birkin, Zabou Breitman, Grégory Gadebois, Catherine Hiegel, Richard Bohringer, Agnès Jaoui, etc.

#### Édition 2022
Après une édition 2020 annulée, pour des raisons sanitaires, et une année 2021 réduite, le festival d'Anjou revient en 2022 avec dix-neuf spectacles présentés du 7 juin au 3 juillet, à nouveau sur quatre semaines. Plusieurs scènes du département accueillent la manifestation comme le Grand théâtre d’Angers, le château du Plessis-Macé ou le cloître Toussaint, et pour la première fois trois représentations sont données au théâtre Foirail de Chemillé. À l'affiche de l'édition, les comédiens Camélia Jordana, Pierre Arditi, Camille Chamoux, etc,,.